# نهر ماموري
نهر ماموري (Rio Mamoré) هو نهر كبير في بوليفيا والبرازيل يتحد مع نهر بيني لتشكيل نهر ماديرا واحد من أكبر روافد الأمازون . يرتفع على المنحدر الشمالي لسييرا دي كوتشابامبا ، شرق مدينة كوتشابامبا ، ويعرف باسم تشيموري وصولاً إلى تقاطعه مع تشاباري . في روافد أكبر هي تشاباري ، سيكوري ، ابيري ، و ياكوما من الغرب، و إيشيلو ،غوابيه ، ايفاري، مانيكي و غوابوري من الشرق. مع الأخذ في الاعتبار طوله فقط ، ينبغي اعتبار غوابيه الجزء العلوي من ماموري ؛ لكنه ضحل ومعرقل ، ويحمل كمية أقل من الماء. كما ينافس غوابوري الماموري من حيث الطول والحجم ، ويكون مصدره في هضبة باراسيس في ماتو غروسو على بعد بضعة أميال من الجداول المتدفقة شمالاً إلى نهر تاباجوس و الأمازون، وجنوبًا إلى نهري الباراغواي و بارانا . تمت مقاطعة جزيرة المامور بسبب المنحدرات التي تبعد بضعة أميال فوق تقاطعها مع نهر بيني ، ولكن السكك الحديدية 300 تم تنفيذ كم من أسفل منحدرات ماديرا. فوق المنحدرات ، يكون النهر قابلاً للملاحة إلى شيمور ، عند سفح سييرا ، ومعظم روافده صالحة للملاحة لمسافات طويلة. في عام 1874 ، أعطى فرانز كيلر تدفق مياه نهر ماموري إلى مستوى المياه المتوسطة ، وليس بما في ذلك نهر جابور ، حيث بلغ 41،459   سم 3 / ثانية (2،530 شبل. في الثانية الواحدة) ، ومساحة حوض التصريف الخاص به ، أيضًا لا يشمل غوابوري، على مساحة 24،299   كم 2 (9،382 ميل مربع). 